# آق‌قلا
آق‌قلا(اسپی دژ)، شهری از توابع بخش مرکزی و مرکز شهرستان آق‌قلا در استان گلستان در شمال ایران است. آق‌قلا، در طرفین رودخانهٔ گرگان و در شمال شهر گرگان قرار گرفته‌است. از سمت شمال به بخش اترک، از غرب به بخش مرکزی بندرترکمن، گمیشان، از جنوب به بخش مرکزی گرگان و دهستان ملک و از شرق به دهستان کتول و بخش مرکزی شهرستان گنبد قابوس محدود است. منابع درآمد مردم این شهر نخست زراعت و دامداری پس از آن تجارت و بعد فروش صنایع دستی است. محصولات عمدهٔ آن: گندم، جو، برنج، پنبه، حبوبات، نباتات علوفه‌ای، سیب زمینی و دانه‌های روغنی است که از طریق آبیاری و دیم به دست می‌آید. شهر آق‌قلا در شمال گلستان و در کنارهٔ رودخانهٔ گرگان رود با داشتن آثار تاریخی و صنایع دستی همچون انواع قالی ترکمن از مناطق گردشگرپذیر این استان است.

## نام
نام قدیمی این شهر «مبارک‌آباد»، «اسپی‌دژ» یا «دژ سفید» بوده و اسپی در زبان طبری به معنای سفید است.https://www.cgie.org.ir/fa/news/60810/آق‌قلا-در-یک-نگاه ترکمن‌ها نام «آق‌قلعه» یعنی قلعهٔ سفید را بر آن نهاده‌اند. برای مدتی تا پیش از سال ۱۳۵۷ پهلوی دژ نامیده می‌شد، اما اکنون به یک نام ترکمنی تغییر پیدا کرده است.

## تاریخچه
این شهر در ۱۸ کیلومتری شمال شهر گرگان بر جلگه‌ای هموار در کنار رودخانهٔ گرگان با عرض جغرافیایی °۳۶ وَ ۵۸ و طول جغرافیایی °۵۴ وَ ۱۶ قرار گرفته‌است. براساس سرشماری تقریبی ۱۳۶۲–۱۳۶۳ آق‌قلعه دارای ۷۹۹‘۱۳ خانوار بوده‌است. آق‌قلعه شهر آبادی است که بر سر راه بندر ترکمن به گنبد قابوس قرار گرفته‌است. رودخانهٔ گرگان، آق‌قلعه را به هفت بخش تقسیم می‌کند. گفته می‌شود این شهر توسط شاه عباس در سال ۱۰۲۰ هجری قمری بنا شده‌است.
از بناهای قدیمی آق‌قلعه یک پل آجری است که در دوران صفویه روی رودخانهٔ گرگان ساخته شده‌است. در عکسی که در دورهٔ ناصرالدین شاه از این پل برداشته‌اند دو مناره در کنار پل دیده می‌شود. اکنون از این مناره‌ها اثری نیست. از مدتی پیش پل دیگری بر این رودخانه ساخته‌اند و از آن زمان تاکنون وسایل نقلیهٔ موتوری از روی پل قدیمی رفت‌وآمد نمی‌کنند و از آن تنها به عنوان یکی از آثار باستانی نگهداری می‌شود. این پل دارای ۵ چشمه با ساختمان قدیمی است. تعمیرات جدیدی نیز در آن انجام شده‌است. از بناهای تاریخی دیگر این شهر قلعهٔ کهن آن است که اکنون خراب شده و تنها دیوارهای جنوبی و اندکی از دیوار شمال به جنوب آن بر جای مانده‌است. این قلعه به قلعهٔ مبارک‌آباد (نام پیشین آق قلعه) مشهور بوده‌است. دیوار قزل آلان که گفته می‌شود اسکندر آن را بنا نهاده و انوشیروان ساسانی آن را تعمیر کرده، از ۳ کیلومتری شمال آق‌قلعه می‌گذرد. این دیوار از دریای مازندران شروع می‌شده و تا کوه‌های گلی داغ به طول تقریبی ۱۷۰ کیلومتر امتداد داشته‌است. اکنون این دیوار، مخروبه است اما بعضی از قسمت‌های آن که هنوز پابرجاست بین ۲ تا ۴ متر ارتفاع دارد.
از دیدنی‌های آق قلا، پنجشنبه‌بازار این شهر است. در این بازار محلی و دیدنی، مردم از هر قشر و صنفی کالاهای خود را عرضه می‌کنند. در این میان، عرضهٔ صنایع دستی مردم ترکمن، مانند قالی، قالیچه، و پُشتی‌های زیبا از همه دیدنی‌تر است.
از آثار طبیعی و تاریخی آق‌قلا می‌توان پل آق‌قلا، سد وشمگیر، تالاب اینچه، گلفشان‌های قارنی یاریق، اینچه، نفتیجه و دیوار تاریخی گرگان (قزل آلان) را نام برد.
در اواخر اسفند ۹۷ این شهر در سیل گیر افتاد و در تمام نوروز ۹۸ زیر آب بود. آتش‌نشانی تهران و شهرهای دیگر با پمپ‌های بسیار بزرگ به کمک این شهر آمدند و با کندن چاله، سیل را به دریاچه مازندران راهی کردند اما آنقدر این شهر از باران رنج می‌برد که بعد از ۳یا۴ روز به آب این شهر ۳۰یا۴۰ سانتی‌متر اضافه شد و شهر در خطر جدی قرار گرفت

## جمعیت
بر پایه سرشماری عمومی نفوس و مسکن در سال ۱۳۹۵ جمعیت این مکان ۳۵٬۱۱۶ نفر (۹٬۴۹۸ خانوار) بوده‌است.